# Independence Party of Minnesota

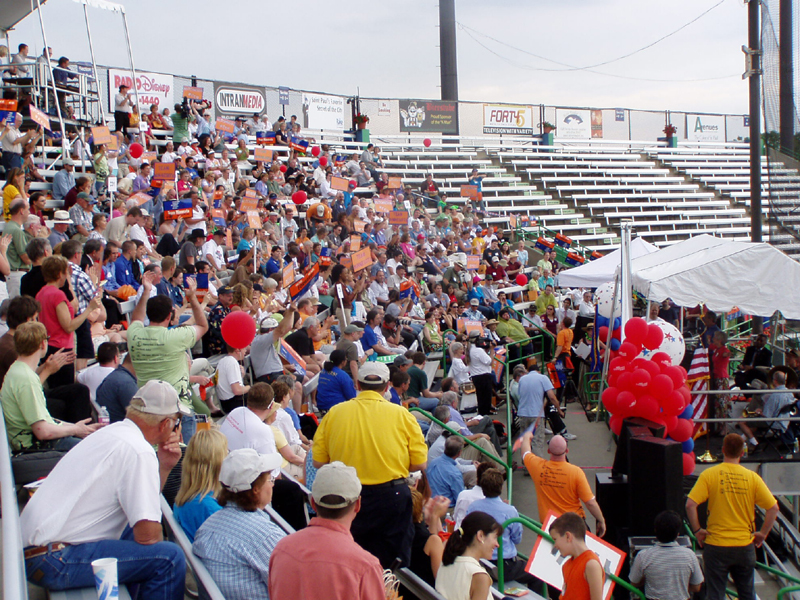
Independence party of Minnesotas konvent 2006 som hölls på Midway Stadium i Saint Paul.

Independence Party of Minnesota (Minnesotas självständighetsparti) är ett politiskt parti i delstaten Minnesota i USA, med grunder i det av Ross Perot år 1995 bildade  Reform Party. Partiet ställde upp med den professionelle brottaren Jesse Ventura i guvernörsvalet 1998 och vann valet med knapp marginal. Efter det efterföljande guvernörsvalet 2002, som vanns av republikanerna, har dess prestige minskat avsevärt, men kvarstår som en av de starkaste tredjepartsfraktionerna i delstaten, efter de demokratiska och republikanska partiorganisationerna. 
Politiskt är partiet vänsterorienterat, särskilt i sociala frågor. Trots partinamnet, har partiet aldrig drivit uppfattningen att Minnesota borde bli självständigt från USA, utan namnet återspeglar en tidigare anknytning till Independence Party of America, som partiet samarbetade med efter att ha brutit med Reform Party.